# Synchronicity II
«Synchronicity II» és el tercer senzill del disc Synchronicity, cinquè àlbum del grup de rock britànic The Police.
És una cançó que People Weekly va descriure com "agressiva" i "dura". Va ser enregistrada l'any 1983 i va ser inclosa a l'àlbum Synchronicity. Es va editar com a senzill al Regne Unit i als Estats Units sota el segell d'A&M Records. El tercer senzill de l'àlbum va aconseguir arribar al 17è lloc en la llista dels UK Singles Chart l'octubre de 1983 i al 16è lloc del Billboard Hot 100 el desembre de 1983. Va incloure el tema «Once Upon a Daydream» a la cara B, una cançó no editada a l'àlbum.

## Significat de la cançó
Aquesta cançó, que es refereix a la teoria de la sincronicitat de Carl Jung, parla sobre un home del qual, l'entorn, la llar i la vida són terribles i depriments. La lletra parla de problemes familiars i de malalties mentals ("Grandmother screaming at the wall") i la inconformitat de la seva esposa ("mother chants her litany of boredom and frustration, but we know all her suicides are fake") així com de la humiliació per part del seu cap ("and every single meeting with his so-called superior/is a humiliating kick in the crotch"). Mentrestant, lluny d'allà, una cosa monstruosa emergeix d'"un fosc llac escocès", una possible referència al monstre del llac Ness.

## Cançons
- Synchronicity Ii - 5:03
- Once Upon A Daydream - 3:31 (cara B)

## Formació
- Sting - Veu, Baix
- Andy Summers - Guitarra, Cors
- Stewart Copeland - Bateria, Cors